# Conocephalus brevicercus
Conocephalus brevicercus är en insektsart som först beskrevs av Karsch 1893.  Conocephalus brevicercus ingår i släktet Conocephalus och familjen vårtbitare. Inga underarter finns listade i Catalogue of Life.